# Mýrdalshreppur
Mýrdalshreppur is een gemeente ten zuiden van de gletsjer Mýrdalsjökull. Mýrdalshreppur ligt in de regio Suðurland en heeft iets meer dan 500 inwoners op een oppervlakte van 755 km². De grootste plaats in de gemeente is Vík í Mýrdal.
Vestmannaeyjabær · Árborg · Mýrdalshreppur · Skaftárhreppur · Ásahreppur · Rangárþing eystra · Rangárþing ytra · Hrunamannahreppur · Hveragerðisbær · Ölfus · Grímsnes- og Grafningshreppur · Skeiða- og Gnúpverjahreppur · Bláskógabyggð · Flóahreppur